# 2007年日本參議院選舉
第21屆日本參議院議員通常選舉是在2007年7月29日舉行的日本參議院選舉。

## 背景
日本的參議院議員，任期為六年。每三年就改選參議院的一半議席，即共有121議席。理論上眾議院的任期為四年，在沒有特殊情況下解散眾議院，參議院選舉可被視為民意對政府的支持。地方選舉區七十三席，比例代表四十八席。
比例代表選舉以全國為一大選區，投票時選民將寫下候选人姓名或政党名稱，計算選票時把候选人名及政党名稱得票相加起来，决定各政党的当选人数。然後從政黨名單中依各候選人的得票数多少決定。是為「非拘束名簿（單）」。
而地方選舉區則以政區作劃分，其中東京都改選議席為五席；埼玉縣、千葉縣、神奈川縣、愛知縣和大阪府改選議席為三席；北海道、宮城縣、福島縣、茨城縣、新潟縣、長野縣、岐阜縣、静岡縣、兵庫縣、廣島縣、福岡縣及京都府改選議席為兩席；其他29縣改選議席為一席。
今次所改選的議席，是2001年所改選的議席。當時自民黨（連保守新黨）65席、公明黨13席、民主黨（連自由黨）32席，日本共產黨5席、社民黨3席、無黨派人士3席。
由於此次選舉為日本首相安倍晉三上任以來首次國政選舉，因此被視為對安倍晉三內閣的信任投票。安倍晉三內閣上任後，首先行政改革特命擔當大臣佐田玄一郎涉嫌虛報政治資金而被迫辭職，之後農林水產大臣松岡利勝被揭夸大議員辦事處的支出，並說出經常飲用還原水的風波，後來承受巨大壓力而自殺。之后防衛大臣久間章生更因為說出「美國向日本投原子彈，是無可奈何的行為」而被迫辭職。然風波并未因此平息。松岡利勝的繼任者赤城德彥又爆發了政治獻金丑聞，為自民黨選情雪上加霜。
除了閣員的不當言論與丑聞之外，年金記錄問題亦是本次選舉的焦點。上任不足一年的安倍內閣，內閣人事多次更替，安倍首相的聲望每況愈下。此次選舉，被視為安倍內閣能否持續下去的關鍵點。上次選舉(2004年)小泉純一郎內閣受制於年金問題的困擾，以四十九席對五十席，一席之差敗給民主黨，只加上盟友公明黨才能過半。面對民主黨的挑戰，今次選舉是否仍然敗給民主黨，是安倍首相的重大挑戰。

## 改選前
- 自由民主黨：由於首相安倍晉三的民望下降至30%的歷史新低，以及其內閣的官員頻頻被爆出不利的消息，例如久間章生的原爆論、松岡利勝的自殺問題等，令到是次的改選有嚴重的不明朗因素的存在。但安倍在選前三天的內閣電子報中表示，就算自民黨敗北，他也無意辭職，會堅持改革。自民黨的聲明指出，今次的選舉是使改革加速，以達到活力的未來。

- 公明黨：2007年7月11日，該黨發表聲明指出，如果自民黨無法在新的改選之下取得過半數的議席，就不會和自民黨合組成聯合政府成為執政黨。聲明又指出，要以回復景氣、經濟以及少子化政策為原動力的公明黨，一定要勝過無責任的在野黨，因為他們會使日本混亂，經濟停滯。

- 民主黨：黨代表（黨魁）小澤一郎7月5日表示，如果執政聯盟選舉中取得了多數席位，他就辭職下台。民主黨聲明指出，此次選舉為「年金信任選舉」，民主黨的改革是以國民生活為第一。

- 共產黨：聲明表示此次選舉是與破壞和平的自公暴走政權的對決。

- 社民黨：聲明表示這次選舉是利用選票對安倍政權訴諸不滿，社民黨會在今年秋天守護著憲法第九條。

## 主要議題
- 安倍內閣信任度
- 格差社會
- 國民年金
- 日澳自由貿易協定談判
- 憲法修正案（集體自衛權）

## 選舉結果
此次選舉是繼1989年宇野宗佑和1998年橋本龍太郎時代後，自民黨的第三次參議院大敗。

### 概說
以民主黨為首的在野黨奪得了參議院多數，自民黨席次大減而大敗，自民黨立黨五十二年來，第一次在參議院為第二大黨，公明黨也只是勉強保住一定議席，但席次為公明黨歷史中最低席次，是為大敗。民主黨成為參議院第一大黨。
以下是各政黨的地方選區及比例選區的選舉結果：
| 政黨       | 地方選區 | 比例選區 | 獲得席次（改選席次） | 加上未改選總席次（改選前席次） |
| ---------- | -------- | -------- | -------------------- | ------------------------------ |
| 民主黨     | 40       | 20       | 60(32)               | 109(81)                        |
| 自由民主黨 | 23       | 14       | 37(64)               | 83(110)                        |
| 公明黨     | 2        | 7        | 9(12)                | 20(23)                         |
| 日本共產黨 | 0        | 3        | 3(5)                 | 7(9)                           |
| 社會民主黨 | 0        | 2        | 2(5)                 | 6(9)                           |
| 國民新黨   | 1        | 1        | 2(2)                 | 4                              |
| 新黨日本   | 0        | 1        | 1(0)                 | 1(0)                           |
| 無黨籍     | 7        | 0        | 7(1)                 | 13(7)                          |

（註：不包含自民黨籍的參議院議長扇千景及民主黨籍的參議院副議長今泉昭）

#### 說明
民主黨在一人區中大勝，奪得大多數席次，在一人區中，自民黨僅在6個選區獲勝，民主黨在23個選區獲勝，超越了自民黨。兩人區中，大多是自民、民主兩黨各取一席。而在三人區、民主黨大多奪去了兩席。尤其在東京這個五人區，民主黨奪去兩席，無黨籍一席，自民黨的候選人還是排在當選五人之末。公明黨的候選人排第二位。
民主黨繼續成為比例代表的第一黨（獲得最多議席）。而自民黨-公明黨聯盟比上次下降兩席，而民主黨增加一席，共產黨下降一席，國民新黨及新黨日本各得一席，去年連任失敗的長野縣知事、新黨日本代表田中康夫得以進入國會。
此次選舉，民主黨所獲得的席次，為參議院成立後歷次選舉中，第一大在野黨所奪得的最高席次，創下新記錄。自民黨的選舉記錄只比1989年自民黨大敗的36席（建黨以來在參議院選舉所贏得的最低席次）高一席。
在2005年眾議院選舉中，自民黨較有優勢的地區，有大多數在今次選舉中被民主黨佔有優勢。

### 選情重點
民主黨新人姬井由美子，打敗了尋求連任的自民黨參院幹事長片山虎之助。選前民主黨戲稱此次對決為「姬之虎退治」（姬の虎退治）。
在沖繩縣知事選舉落敗的前參議員絲數慶子，今次打敗了自民黨的候選人當選。
國民新黨幹事長龜井久興的長女龜井亞紀子，打敗了尋求連任的自民黨候選人景山俊太郎。當時正被軟禁的秘魯前總統藤森謙也亦代表國民新黨參選，但最終得票排名第四，未能當選。
在東京五人區的大混戰中，民主黨當選兩席，自民黨提名的新人．前朝日電視台播報員丸川珠代得票在當選五人之末，而原任的自民黨參議員保阪三藏則排在第六位而出局。而在因醫療失誤而感染HIV興起訴訟的川田龍平，以無黨籍的身分訴說官僚禍害而排名第四位當選。公明黨排第二位，得到一席。
民主黨黨魁小澤一郎的本籍地岩手縣，自民黨總裁安倍晉三的故鄉山口縣，分別由民主黨及自民黨籍人士當選。前首相小泉純一郎的神奈川區，民主黨兩席，自民黨一席（排第二位）。
愛知縣三人區大戰中，自民黨現任的官房副長官鈴木政二成功連任，其餘兩席由民主黨奪得。
大阪府的三人區大戰是執政聯盟唯一大勝的三人區，自民黨、公明黨各得一席，民主黨得一席。但民主黨的候選人得票數為第一名，與第二名的公明黨當選者相差大約三十多萬票。

## 議員

### 選舉区当選者
自民党   民主党   公明党   国民新党   無黨籍 
| 改選定数3以上 | 改選定数3以上 | 改選定数3以上 | 改選定数3以上 | 改選定数3以上 | 改選定数3以上 |
| ------------- | ------------- | ------------- | ------------- | ------------- | ------------- |
| 東京都        | 大河原雅子    | 山口那津男    | 鈴木寬        | 丸川珠代      | 川田龍平      |
| 神奈川縣      | 牧山弘惠      | 小林温        | 水戶将史      | 松本玲子      |               |
| 埼玉縣        | 行田邦子      | 古川俊治      | 山根隆治      |               |               |
| 千葉縣        | 長濱博行      | 石井準一      | 加賀谷健      |               |               |
| 愛知縣        | 大塚耕平      | 鈴木政二      | 谷岡郁子      |               |               |
| 大阪府        | 梅村聰        | 白濱一良      | 谷川秀善      |               |               |

| 改選定数2 | 改選定数2 | 改選定数2  | 改選定数2 | 改選定数2  | 改選定数2 | 改選定数2 | 改選定数2  | 改選定数2 |
| --------- | --------- | ---------- | --------- | ---------- | --------- | --------- | ---------- | --------- |
| 北海道    | 小川勝也  | 伊達忠一   | 宮城縣    | 岡崎富子   | 愛知治郎  | 福島縣    | 金子惠美   | 森雅子    |
| 茨城縣    | 藤田幸久  | 長谷川大紋 | 新潟縣    | 塚田一郎   | 森裕子    | 長野縣    | 羽田雄一郎 | 吉田博美  |
| 岐阜縣    | 藤井孝男  | 平田健二   | 静岡縣    | 榛葉賀津也 | 牧野京夫  | 京都府    | 松井孝治   | 西田昌司  |
| 兵庫縣    | 辻泰弘    | 鴻池祥肇   | 廣島縣    | 佐藤公治   | 溝手顯正  | 福岡縣    | 岩本司     | 松山政司  |

| 改選定数1 | 改選定数1  | 改選定数1 | 改選定数1  | 改選定数1 | 改選定数1  | 改選定数1 | 改選定数1  | 改選定数1 | 改選定数1  |
| --------- | ---------- | --------- | ---------- | --------- | ---------- | --------- | ---------- | --------- | ---------- |
| 青森縣    | 平山幸司   | 岩手縣    | 平野達男   | 秋田縣    | 松浦大悟   | 山形縣    | 舟山康江   | 栃木縣    | 谷博之     |
| 群馬縣    | 山本一太   | 山梨縣    | 米長晴信   | 富山縣    | 森田高     | 石川縣    | 一川保夫   | 福井縣    | 松村龍二   |
| 三重縣    | 高橋千秋   | 滋賀縣    | 德永久志   | 奈良縣    | 中村哲治   | 和歌山縣  | 世耕弘成   | 鳥取縣    | 川上義博   |
| 島根縣    | 龜井亞紀子 | 岡山縣    | 姬井由美子 | 山口縣    | 林芳正     | 德島縣    | 中谷智司   | 香川縣    | 植松惠美子 |
| 愛媛縣    | 友近聰朗   | 高知縣    | 武内則男   | 佐賀縣    | 川崎稔     | 長崎縣    | 大久保潔重 | 熊本縣    | 松野信夫   |
| 大分縣    | 礒崎陽輔   | 宮崎縣    | 外山齋     | 鹿兒島縣  | 加治屋義人 | 沖繩縣    | 絲数慶子   |           |            |

1. 1 2  因在選舉日後3個月以内辞職，因此不舉行補選，由松玲遞補当選。

### 比例区当選者
自民党   民主党   公明党   共產党   社民党   国民新党   新党日本 
| 1-8   | 相原久美子 | 舛添要一 | 吉川沙織 | 山田俊男   | 山本香苗   | 青木愛     | 石井一   | 中山恭子   |
| 9-16  | 池口修次   | 井上哲士 | 丸山和也 | 木庭健太郎 | 弦念丸呈   | 神本美惠子 | 川口順子 | 横峯良郎   |
| 17-24 | 佐藤正久   | 又市征治 | 山本博司 | 藤原正司   | 尾辻秀久   | 川合孝典   | 紙智子   | 風間直樹   |
| 25-32 | 石井綠     | 轟木利治 | 遠山清彦 | 佐藤信秋   | 大島九州男 | 田中康夫   | 西岡武夫 | 義家弘介   |
| 33-40 | 渡邊孝男   | 今野東   | 橋本聖子 | 山下芳生   | 藤原良信   | 山東昭子   | 藤谷光信 | 山内德信   |
| 41-48 | 加藤修一   | 室井邦彦 | 衛藤晟一 | 自見庄三郎 | 大江康弘   | 有村治子   | 山本孝史 | 魚住裕一郎 |

#### 遞補当選
| 年   | 月 | 新旧別 | 当選者     | 名簿政党名 | 從缺     | 從缺理由       |
| ---- | -- | ------ | ---------- | ---------- | -------- | -------------- |
| 2007 | 12 | 新     | 大石尚子   | 民主党     | 山本孝史 | 2007.12.22去世 |
| 2008 | 9  | 原     | 草川昭三   | 公明党     | 遠山清彦 | 2008.9.2辞職   |
| 2009 | 8  | 原     | 廣野允士   | 民主党     | 青木愛   | 2009.8.17失職  |
| 2009 | 8  | 新     | 平山誠     | 新党日本   | 田中康夫 | 2009.8.18辞職  |
| 2011 | 11 | 新     | 秦知子     | 民主党     | 西岡武夫 | 2011.11.5去世  |
| 2012 | 1  | 新     | 玉置一弥   | 民主党     | 大石尚子 | 2012.1.4去世   |
| 2012 | 12 | 原     | 武見敬三   | 自由民主党 | 義家弘介 | 2012.11.30辞職 |
| 2012 | 12 | 新     | 樽井良和   | 民主党     | 今野東   | 2012.12.4辞職  |
| 2013 | 5  | 新     | 尾辻加奈子 | 民主党     | 室井邦彦 | 2013.5.8辞職   |
| 2013 | 6  | 新     | 山村明嗣   | 民主党     | 大江康弘 | 2013.5.22辞職  |

1. 1 2 3  參選第45屆日本眾議院議員總選舉。
2. 1 2  參選第46屆日本眾議院議員總選舉。
3. ↑  參選第23屆日本参議院議員通常選舉前加入日本維新会。
4. ↑  參選第23屆日本参議院議員通常選舉前加入自由民主党。

## 影響

### 短期影響
日本首相兼自民黨總裁安倍晉三表明不會辭職，但是會考慮改組自民黨領導層及進行內閣改組。自民黨幹事長中川秀直指「這是我的責任」，請辭幹事長。這在2004年自民黨僅以一席之差輸給民主黨時有先例可援：當時身為幹事長的安倍晉三，請辭幹事長職，降為幹事長代理（副幹事長）。
由於自民黨及公明黨聯盟失去參議院過半議席，參議院將會出現首位民主黨籍的參議院議長，為自民黨建黨52年來第一次失去參議院議長職位。在野黨掌握參議院多數席次，以後自民黨的法案將在國會受到嚴重阻力。自民黨及公明黨黨魁會談後，決定維持自公聯合。八月會進行內閣及黨內領導層改組。
民主黨幹事長鳩山由紀夫表示，這是日本國民對安倍政權的審判。
8月1日，備受醜聞困擾，被認為是影響安倍內閣形象的農林水產大臣赤城德彥辭職，由環境大臣若林正俊臨時兼任。其實選舉後數天，自民黨內已經出現希望在內閣改組時撤換赤城德彥的聲音。

### 長遠影響
在野黨掌控參議院後，除了參議院議長外，參議院議院運營院長等參議院主要領袖由在野黨人士出任，將會出現以下現象：
- 對首相及閣員的不信任案，容易提上議程及通過。
- 對執政黨參議院議員的辭職勸告決議，容易提上議程及通過。

參議院在眾議院通過法案、預算以及首相提名選舉一定期限內需要表決，但參議院被在野黨掌控，可以採用拖延策略，拖慢國會的決議以達致影響政府的施政。《反恐特措法》效期將於11月1日到期，安倍晉三在9月說過，如果該法無法延長就會辭職。事實上，就算眾議院以過半通過後，民主黨所控制的參議院亦會想盡辦法拖延該法案，有六十天的不審議期限，使之無法於11月1日前通過。
依據《日本國憲法》，在通過重要人事時，需要得到參眾兩院的同意；如其中一院表示不同意，則人事案就會未能通過。換言之，如果在野黨有意杯葛，則重要人事在任期屆滿後，會無人可以接任。
另外，由於在野黨在參議院過半，可以傳召與執政黨有關係的人作證，對執政黨的形象做成損害。未來三年，除非執政聯盟再吸收其他在野黨作為聯盟，否則一般來說在野黨在未來三年控制參議院。
由於修憲需要兩院議員總數三分之二通過，而自民黨和公明黨的執政聯盟現時的席次尚欠大約五十席，自民黨雖然在眾議院有再次通過參議院否決的法案之權力，在民主黨的阻礙下，修憲將會受到極大的阻力。
之由於國會兩院分別由執政黨和在野黨控制，出現「扭曲國會」的現象，不論那個政黨施政將十分困難。
安倍內閣在選舉前發生大醜聞的農林水產大臣赤城德彥於8月1日辭職，由環境大臣若林正俊暫代。安倍於8月27日改組內閣及自民黨領導層。
此次改組幅度甚大，把外務大臣麻生太郎調為自民黨幹事長，町村派（安倍出身派系）領袖町村信孝回任外務大臣，高村派領袖高村正彥任防衛大臣。伊吹派領袖伊吹文明留任文部科學大臣，二階派領袖二階俊博任自民黨總務會長。民主黨幹事長鳩山由紀夫的弟弟鳩山邦夫相隔多年再次入閣任法務大臣。改組前因次官人事問題引起風波的防衛大臣小池百合子被更換。東京都知事石原慎太郎的長子石原伸晃任政調會長。
此後安倍晉三受到黨內外更大的辭職壓力。9月3日，農林水產大臣遠藤武彥因政治獻金問題辭職。以後幾天環境大臣鴨下一郎、總務大臣增田寬也又爆出政治獻金問題辭職，安倍晉三又揚言若《反恐法》未能於11月1日期滿前延長就會辭職，但結果安倍晉三於9月12日下午2時（日本時間）突然宣佈辭職，結束1年的首相生涯。之後首相及內閣更替頻繁，而「扭曲國會」的現象大致維持6年，只有2009年眾議院大選、2010年參議院大選之間例外，短暫由民主黨同時控制兩院。

## 眾議院補選
在參議院改選的同時，岩手1區和熊本3區分別舉行眾議院補選，其中熊本3區是因為前農林水產大臣松岡利勝自殺後遺下的空缺。結果分別由民主黨的新人階猛和無黨派（親自民黨）的前眾議員阪本哲志當選。